# Ōe no Masahira
Ōe no Masahira est un nom japonais traditionnel ; le nom de famille (ou le nom d'école), Ōe no , précède donc le prénom (ou le nom d'artiste).
Ōe no Masahira (大江匡衡) (952 - 6 août 1012) est un poète et érudit confucéen japonais du milieu de l'époque de Heian. Son grand-père est Ōe no Koretoki et son arrière-grand-père Ōe no Masafusa. Sa femme est la poétesse Akazome Emon. Il fait partie de la liste Chūko Sanjūrokkasen.
Il commence à étudier la composition poétique en 975. Il occupe un poste bureaucratique dans la province d'Echizen et en 984, est promu jugoi. Il est vice-gouverneur de la province de Kai et en 989 il est élevé au titre de shōgoi tandis qu'il obtient un diplôme de composition cette même année. Plus tard il est nommé shikibu daifu, tōgūgakushi et vice-gouverneur d'Echizen, en 998 jushii, vice-gouverneur de la province d'Owari en 1001 et en 1003, promu au poste de shōshii. En 1005, il est choisi pour être tuteur impérial du prince Atsuyasu, fils de l'empereur Ichijō. Vers 1007, il renonce au poste de Tōgūgakushi et en 1008, il devient gouverneur de la province de Tamba et chambellan.
Le clan Ōe est composé de membres qui ont écrit plusieurs ouvrages et cette responsabilité échoit à Masahira. En ce qui concerne la poésie chinoise, il écrit le Honchū Bunsui (本朝文粋), le Gōrihō-shū (江吏部集) et le Honchū Reisō (本朝麗藻). Il est en relation artistiques avec les poètes Ōnakatomi no Sukechika, Fujiwara no Sanekata, Fujiwara no Michinaga, Fujiwara no Yukinari et Fujiwara no Kintō entre autres. Il compose sa propre collection de poésies waka appelée Masahira Ason-shū (匡衡朝臣集). Douze de ses poèmes sont inclus dans diverses anthologies impériales dont la Goshūi Wakashū.